# Gogona Gareubnidan
Gogona Gareubnidan (em georgiano: გოგონა გარეუბნიდან) é uma telenovela georgiana produzida e exibida pela 1TV, cuja transmissão ocorreu em 2010. É uma adaptação da trama colombiana Yo soy Betty, la fea, escrita por Fernando Gaitán.

## Elenco
- Tina Makharadze - Tamuna
- Tornike Gogrichiani - Nika
- Zura Tsintskiladze - Archil
- Marina Kakhiani - Lali
- Ruska Makashvili - Ancho
- Giorgi Vardosanidze - Levan
- Keta Lortkipanidze - Mari
- Soso Molodinashvili - Rezo
- Nato Gagnidze - Lika
- Nuki Kopaleishvili - Sopo
- Nanuli Sarajishvili - Venera
- Mamuka Mumladze - Vakho
- Zura Jgenti - Mera Nino Koridze - Makuna
- Misha Arobelidze - Goga